# Ja'Sir Taylor
Ja'Sir Taylor (Asbury Park, 8 gennaio 1999) è un giocatore di football americano statunitense che milita nel ruolo di cornerback per i Los Angeles Chargers della National Football League (NFL).

## Carriera

### Los Angeles Chargers
Taylor al college giocò a football a Wake Forest. Fu scelto nel corso del sesto giro (214º assoluto) nel Draft NFL 2022 dai Los Angeles Chargers. Nella sua stagione da rookie disputò tutte le 17 partite, 3 delle quali come titolare, con 22 tackle e un passaggio deviato.